# 23406 Kozlov

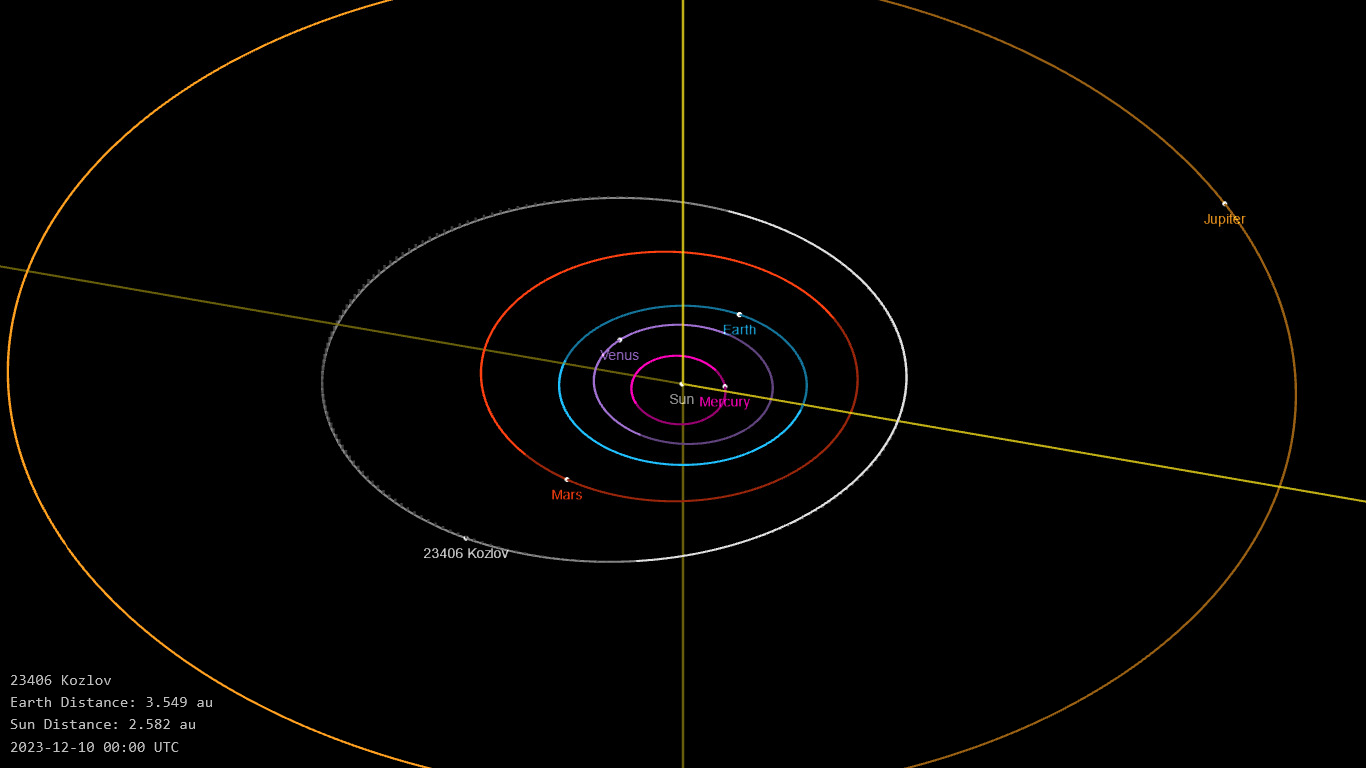

23406 Kozlov è un asteroide della fascia principale. Scoperto nel 1977, presenta un'orbita caratterizzata da un semiasse maggiore pari a 2,3603764 UA e da un'eccentricità di 0,2365303, inclinata di 1,11996° rispetto all'eclittica.